# Santa Cruz La Laguna
Santa Cruz La Laguna é uma cidade da Guatemala do departamento de Sololá.